# Plexaura laevigata
Plexaura laevigata is een zachte koraalsoort uit de familie Plexauridae. De koraalsoort komt uit het geslacht Plexaura. Plexaura laevigata werd in 1921 voor het eerst wetenschappelijk beschreven door Moser. 